# José María Guillén
José María Guillén (Madrid, 26 de marzo de 1949 - Madrid 2 de julio de 2007) fue un actor español.

## Biografía
Actor especialmente activo en televisión y teatro, con alguna incursión en cine, su rostro se hizo especialmente popular en la década de 1970 como consecuencia de sus apariciones en numerosos espacios dramáticos de Televisión española. Desde principios de los años 1980,  centró casi toda su actividad profesional en los escenarios.

## Teatro
- Las mocedades del Cid (1968) - Guillem de Castro[1]
- Llama un inspector (1972) - J.B. Priestley
- Tiempo de espadas (1972) de Jaime Salom,[2]
- Nueve brindis por un rey (1974) - Jaime Salom.
- Casado de día...soltero de noche (1978) - Compañía Carlos Larrañaga, de Julio Mathias.
- Lástima que sea una puta (1979) - Ford.
- Casa con dos puertas, mala es de guardar (1980) - Calderón de la Barca, dirección Manuel Canseco.[3]
- El galán fantasma (1981) - Calderón de la Barca, dirección José Luis Alonso.[4]
- El salto de cama - Paco Morán.
- Sencillamente un burgés - Francoise Dorin.
- Diez negritos - Agatha Christie, dirección Esteban Polls.
- Máscaras - Esteban Polls.
- Los Invasores - Esteban Polls.
- Solos en esta tierra - Manuel Alonso Alcalde.
- Vivir es formidable - Antonio Díaz Merat.
- ¿Conoce VD. a su mujer? - Antonio Díaz Merat.
- El cielo dentro de casa - de Alfonso Paso. Dir. Antonio Díaz Merat.
- El perro del hortelano - Lope de Vega, Versión Juan A. Castro.
- La infanta palancona - Quevedo, dirección Manuel Canseco.
- La cigüeña dijo sí - Carlos Llopis.
- Amadeus- Peter Shaffer.
- Margaritas (un secuestro confuso por dos popes y un ruso) - Diego Santillán.
- Contrafigura - Jaime Carballo, dirección Amaya Curieses.
- El cómic cómico-ruidoso de Don Roberto - Cristina Martos.
- ¡Viva Quevedo en el siglo XX! - José María Guillén.

## Cine
- Hay que educar a papá (1971), de Pedro Lazaga.
- Proceso a Jesús (1974), de José Luis Sáenz de Heredia.
- Olvida los tambores, (1975)
- ¡Vaya par de gemelos! (1978), de Pedro Lazaga.
- Escalofrío, (1978)
- ...Y al tercer año, resucitó, (1980)
- Otra mujer, (1980)
- Despido improcedente, (1980)
- Le coeur a l'envers (Otra mujer, 1980), de Franck Apprederis.
- Gay Club (1981), de Ramón Fernández.

## Televisión
| - La vida en el aire - Episodio 3 (27 de junio de 1998) - Episodio 9 (15 de agosto de 1998) - Episodio 11 (29 de agosto de 1998) - Manos a la obra - ¿Cumpleaños feliz? (29 de enero de 1998) - Turno de oficio: 10 años después - Servicio a domicilio (3 de enero de 1997) - La bola de cristal - Episodio del 12 de septiembre de 1987) - Teatro breve - Coba fina (6 de diciembre de 1979) - Sin querer (30 de octubre de 1980) - Que usted lo mate bien - El equipaje (3 de abril de 1979) - Teatro, El - El castillo (20 de enero de 1975) - La fundación (28 de febrero de 1977) - La cometa naranja - El hombre que perdió su sombra (10 de marzo de 1974) - Compañera te doy - Orgullo y soberbia (2 de julio de 1973) - Animales racionales - El muro de Bernardín (25 de diciembre de 1972) - Estudio 1 - El retamal (8 de septiembre de 1972) - Teresa de Jesús (19 de octubre de 1973) - El caballero de la mano en el pecho (13 de febrero de 1977) - Es mi hombre (29 de agosto de 1977) - Mesas separadas (23 de septiembre de 1979) - Cosas de papá y mamá (1 de junio de 1980) - El mercader de Venecia (2 de octubre de 1981) - La pechuga de la sardina (19 de febrero de 1982) - Buenas noches, señores - Un día en casa (19 de julio de 1972) | - Ficciones - Gradiva (20 de enero de 1972) - La contrafigura (27 de enero de 1973) - El balcón (15 de diciembre de 1973) - Las hijas de las desdichas (29 de diciembre de 1973) - Novela - - Papá Goriot XX (27 de agosto de 1976) - Hora once - Cuento futuro (5 de junio de 1970) - Mimí Pinsón (15 de agosto de 1970) - El velo negro (21 de octubre de 1972) - El delincuente honrado (28 de mayo de 1973) - El músico ciego (24 de septiembre de 1973) |